# Faderhuset
Menigheden Faderhuset (Faderhuset) var en evangelisk frikirke på Lolland, der ifølge menigheden var ledet af en bestyrelse på seks, som bl.a. bestod af de to grundlæggere Knut og Ruth Evensen. Knut Evensen var fra november 2012 indsat som præst og daglig leder. Frikirken nedlagde sig selv med udgangen af 2013.

## Historie
Faderhuset blev grundlagt af ægteparret Knut og Ruth Evensen i 1990. De har siden 1970'erne været aktive i kristent arbejde.
Der er ikke et officielt tal på, hvor mange medlemmer Faderhuset havde, men en øjenvidneberetning fra marts 2007 beretter om ca. 40 tilstedeværende til en gudstjeneste. Medlemmer fra Faderhuset har udtalt at 'folk bare kommer og går som det passer dem'. De anslog antallet til at være mellem 100 og 150 aktive medlemmer.
Faderhuset overtog i 2001 alle aktier i selskabet Human A/S, der ejer ejendommen Jagtvej 69 på Nørrebro i København. Bygningen der indtil 5. marts 2007 lå på grunden var kendt som Ungdomshuset og havde siden 1982 fungeret som selvstyret kulturhus for en gruppe unge mennesker der ofte sættes i forbindelse med anarki og i en årrække har gået under betegnelsen de autonome.
Kort efter at Faderhuset købte ejendommen, forsøgte de med henvisning til en brugeraftale af 1997 indgået mellem Københavns Kommune og repræsentanter for Ungdomshuset, at tage huset i besiddelse. Da dette mislykkedes, valgte Faderhuset at gå rettens vej, og siden 2002 har der kørt retssager, først ved Københavns byret og siden Østre Landsret. Faderhuset fik medhold ved begge instanser.
Dommen fra Østre Landsret i august 2006 betyder, at de unge skulle forlade huset senest 14. december 2006, hvilket de nægtede at gøre. Politiet ryddede derfor huset 1. marts 2007.
Efter at have besigtiget huset besluttede Faderhuset at Ungdomshuset skulle nedrives. Nedrivningen blev påbegyndt 5. marts 2007 og blev afsluttet torsdag 8. marts 2007.[kilde mangler]
Faderhuset har efter at have lidt et økonomisk tab solgt grunden Jagtvej 69 videre til Investeringsselskabet Ventureinstituttet.
Den 5. juni 2008 blev der i medierne påstået, at børn i den kristne frikirke skulle være blevet udsat for vold eller anden grov omsorgssvigt.
Der er dog trods anklagerne ikke rejst sigtelse eller foretaget andre indgreb fra myndighedernes side. Politiet har senere renset Faderhuset og dets medlemmer for alle anklager, ved bl.a. at udtale at "Der er ikke skyggen af substans i det" (Vicepolitinspektør Søren Ravn-Nielsen)

Den danske sangerinde Kristina Djarling, der er niece til Ruth Evensen, var også aktiv i Faderhuset.
Menigheden drev indtil 2013 Bandholm Hotel i Bandholm på Nordlolland. 
Efter menighedens mening har den været offer for en hadekampagne og valgte derfor at nedlægge Faderhuset i 2013. Knut Evensen opsagde sin stilling som præst, med virkning fra 31. december. En præst kaldte i den forbindelse Faderhuset for "et sygt religiøst fællesskab, der nu er afgået ved døden." Efter nedlæggelsen var Bandholm Hotel fortsat ejet af Ruth Evensens mand Lars Henrik Kristiansen, mens deres søn, Joseph Kristiansen (tidligere Asbjørn Evensen), var administrerende direktør. Bandhol Hotel blev karakteriseret som "diskret luksus". I september 2019 blev hotellet solgt til Bandholm Hotel Holding, der har Peter Hauge som selskabets direktør og Peter Bøgil er hoteldirektør. De ny ejere vil drive hotellet videre.

## Trosgrundlag
- Bibelen er Guds ord, og den eneste autoritative kilde til åbenbaring af Guds væsen og af hans plan med hele skaberværket.
- Gud er én – evigt eksisterende i tre personer: Gud Fader, Gud Søn og Gud Hellige Ånd.
- Vorherre Jesu Kristi guddommelighed er født af en jomfru, levede et syndfrit liv, udførte tegn, undere og mirakler efter sin himmelske Faders vilje. Han kommer tilbage til Jorden i magt og herlighed for at herske i 1000 år.
- Alle mennesker skal genopstå; de genfødte troende til Kristi domstol, hvor alles gerninger skal prøves og derefter tildeles det evige liv sammen med Gud; de ikke-troende til Guds retfærdige domstol og derefter bortdømmes til evig fortabelse borte fra Gud.
- Synden gør det umuligt for menneskene at have fællesskab med Gud.
- Den eneste måde, man kan blive renset for synd, er gennem omvendelse og tro på Jesu død på korset og herigennem modtagelsen af Kristi tilsagte tilgivelse af al synd og al uretfærdighed.
- En person må fødes på ny ved modtagelse af troen på Jesus som gave og ved modtagelse af Helligånden i sin ånd, hvorved man får del i Guds natur, hvilket er en forudsætning for modtagelse af personlig frelse af nåde.
- Alle troende skal lade sig døbe i vand i Faderens, Sønnens og Helligåndens navn og derved aflægge et vidnesbyrd for alle både synlige og usynlige, at man er død med Kristus bort fra ethvert tilhørsforhold til synden, døden, djævelen, verden, kødet (dvs. den gamle identitet) og loven, og at man ved opstigningen fra vandet opstår til et helt nyt liv sammen med Jesus Kristus, hvor Han er Herre og Frelser i alle livssituationer til evig tid.
- Kristi frelserværk på korset tilvejebringer helbredelse og genoprettelse til ånd, sjæl og legeme.
- Åndsdåb og fylden i den Hellige Ånd gives til alle troende, som beder om det. Alle troende har i 'dåbsgave' fået en eller flere nådegaver at operere i til opbyggelse af menigheden og til udbredelse af Guds Rige.
- Helligåndens kraft gør den troende i stand til at leve et helligt, gudvelbehageligt liv.
- Alle troende er genfødt til et liv i Kristi efterfølgelse. Alle troende skal oplæres i Guds Ord og til livet, hvor man lærer at forholde sig til “Overhyrdens røst”, som er vor Herre Jesus Kristus, og hvor man adlyder Ham i ét og alt. Også om det skulle gå på tværs af hovedstrømninger i tiden og derved afføde forfølgelse og lidelse.

## Note
1. ↑  "Faderhusets egen beskrivelse af deres ledelse". Arkiveret fra originalen 25. maj 2012. Hentet 10. august 2010.
2. ↑  Laura E. Schnabel (7. juni 2007), "Faderhuset kort fortalt", Kristeligt Dagblad, arkiveret fra originalen 29. november 2014, hentet 19. november 2014
3. ↑  Ukendt (2013), Faderhuset fakta om..., Fakta om, arkiveret fra originalen 29. november 2014, hentet 19. november 2014 (Webside ikke længere tilgængelig)
4. ↑  "Dansk Politi - Tophemmelige planer bag politiets rydning af Ungdomshuset". Arkiveret fra originalen 22. marts 2017. Hentet 21. marts 2017.
5. ↑  http://politiken.dk/indland/article931264.ece Arkiveret 26. marts 2010 hos  Wayback Machine: Investeringsselskab: Vi ejer Jagtvej 69 – lidt endnu
6. ↑  "Faderhuset mistænkt for vold og vanrøgt af børn – dr.dk/Nyheder/Indland". Arkiveret fra originalen 12. december 2008. Hentet 24. juni 2008.
7. ↑  "Sydsjællands og Lollands-Falsters Politi – Politiets undersøgelser af Menigheden Faderhuset". Arkiveret fra originalen 30. april 2009. Hentet 18. juli 2009.
8. ↑  Vi er ikke af denne verden Arkiveret 26. maj 2013 hos  Wayback Machine, Dagbladet Information, 18. oktober 2001
9. ↑  Det halvtomme hotel Arkiveret 5. oktober 2013 hos  Wayback Machine, Laura Elisabeth Schnabel, Kristeligt Dagblad, 16. marts 2009
10. ↑  Faderhuset udskiller Bandholm Hotel Arkiveret 11. februar 2021 hos  Wayback Machine. TV2 Øst. Hentet 17/8-2015
11. ↑  Ritzau (27. november 2013). "Menigheden Faderhuset nedlægger sig selv". Kristeligt Dagblad. Arkiveret fra originalen 29. november 2013. Hentet 29. november 2013.
12. ↑  "Pressemeddelse: Faderhuset nedlægges". Faderhuset. Arkiveret fra originalen 1. december 2013. Hentet 29. november 2013.
13. ↑  Præst: Faderhuset var et sygt religiøst fællesskab Arkiveret 24. september 2015 hos  Wayback Machine. Religion.dk. Hentet 7/8-2015
14. ↑  Kontroversiel ejer tjener millioner på luksushotel Arkiveret 22. september 2020 hos  Wayback Machine. Finans.dk. Hentet 20/8-2019
15. ↑  Bandholm Hotel CVR-nr 34059926 CVRP-nr 1017322350  – Normal Arkiveret 20. august 2019 hos  Wayback Machine. Proff.dk. Hentet 20/8-2019
16. ↑  Ejere af Bandholm Hotel vrede over medieomtale Arkiveret 20. august 2019 hos  Wayback Machine. Lolland-Falsters Folketidende. Hentet 20/8-2019
17. ↑  JENS MEINICHE MOUVIELLE (6. september 2019). "Faderhuset sælger Bandholm Hotel". BT. Arkiveret fra originalen 21. september 2020. Hentet 6. september 2019.